# 莫如晉
莫如晉（?—?），廣西省桂林府陽朔縣人，清朝政治人物、同進士出身。
光緒二十年（1894年），参加光緒甲午科殿試，登進士三甲32名。同年五月，著交吏部掣签分发各省，以知县即用。